# Lebersiek südlich Dalhausen
Lebersiek südlich Dalhausen este o arie protejată (arie specială de conservare — SAC, sit de importanță comunitară — SCI) din Germania întinsă pe o suprafață de 22,8 ha, integral pe uscat.

## Localizare
Centrul sitului Lebersiek südlich Dalhausen este situat la coordonatele 51°36′33″N 9°17′25″E / 51.6092°N 9.2903°E.

## Înființare
Situl Lebersiek südlich Dalhausen a fost declarat sit de importanță comunitară în martie 2001 pentru a proteja un număr necunoscut de specii din flora spontană și fauna sălbatică aflate în arealul zonei. Situl a fost protejat și ca arie specială de conservare în decembrie 2004.

## Biodiversitate
Situată în ecoregiunea continentală, aria protejată conține 3 habitate naturale: Păduri de fag Luzulo-Fagetum, Păduri de fag Asperulo-Fagetum, Păduri aluvionare cu Alnus glutinosa și Fraxinus excelsior (Alno-Padion, Alnion incanae, Salicion albae).
La baza desemnării sitului se află un număr nedeclarat de specii protejate.